# Рудбар
Рудбар (перс. رودبار‎, на татском языке: روبار Рубар) — город на севере Ирана, центр шахрестана Рудбар, самого большого шахрестана в остане Гилян. Город расположен на автостраде Тегеран-Решт, в 268 км от Тегерана и 67 км от Решта. В этом городе раньше всего в Иране начали выращивать маслины, и сегодня в нём произрастают одни из самых лучших видов маслин в мире. Это связано со средиземноморским климатом города и прилегающего региона.

## Происхождение названия
В татском языке для названия города используют слово «рубар». У этого слова есть различные значения, в частности: «Место реки, в котором она очень быстро течёт», или «берег реки». Причина такого названия города заключается в том, что в городе — огромное количество источников и много рек, в том числе река Сефидруд.

## Достопримечательности
К достопримечательностям Рудбара следует отнести берег реки Сефидруд (вторая по величине и одна из красивейших рек Ирана). На берегах Сефидруда из-за её прекрасного климата, особенно весною и летом, отдыхает множество туристов из Гиляна. На берегу её реки расположены парк и магазины по продаже маслин, а также сувениров и пирогов из Лахиджана и Фумена. В Рудбаре можно попробовать блюдо «Шами-йе Рудбар», приготовляемое с оливковым маслом и зеленью, растущей в горах, под названием «палянг-е мещкь».

## Демографическая динамика
Согласно трём переписям населения Ирана, 25 октября 1996 г., 25 октября 2006 г. и 24 октября 2011 г., население города Рудбар составило: 11 903, 11 558 и 10 926 человек. Оно за всё это время не увеличилось, как в других иранских городах, а, напротив, сократилось в 1,1 раза. Такую динамику можно связать с низкой рождаемостью, характерной для некоторых районов Гиляна. Среднегодовые темпы общей убыли населения за 1996—2006 гг. составили 0,3 % в год, за 2006—2011 гг. — 1,1 % в год. В 2011 г. в городе проживало 5399 мужчин и 5527 женщин.